# Ningde
Ningde (chinesisch 宁德市, Pinyin Níngdé Shì) ist eine bezirksfreie Stadt der chinesischen Provinz Fujian.
Ningde liegt nördlich der Provinzhauptstadt Fuzhou, grenzt an die Nachbarprovinz Zhejiang und hat über die Taiwanstraße Zugang zum Pazifik.

## Administrative Gliederung

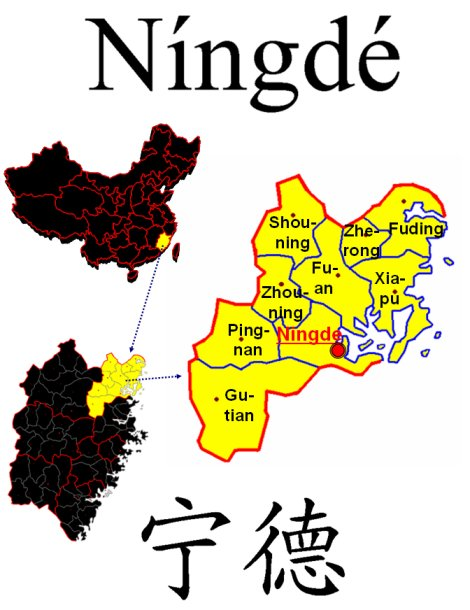
Kreisebene der bezirksfreien Stadt Ningde

Auf Kreisebene setzt sich Ningde aus einem Stadtbezirk, sechs Kreisen und zwei kreisfreien Städten zusammen. Diese sind (Stand: 2020):
- Stadtbezirk Jiaocheng (蕉城区), 1.480 km², 623.840 Einwohner, Stadtzentrum und Sitz der Stadtregierung;
- Kreis Shouning (寿宁县), 1.439 km², 177.960 Einwohner, Hauptort: Großgemeinde Aoyang (鳌阳镇);
- Kreis Xiapu (霞浦县), 1.696 km², 475.936 Einwohner, Hauptort: Straßenviertel Songcheng (松城街道);
- Kreis Zherong (柘荣县), 548 km², 92.989 Einwohner, Hauptort: Großgemeinde Shuangcheng (双城镇);
- Kreis Pingnan (屏南县), 1.487 km², 139.815 Einwohner, Hauptort: Großgemeinde Gufeng (古峰镇);
- Kreis Gutian (古田县), 2.372 km², 323.771 Einwohner;
- Kreis Zhouning (周宁县), 1.036 km², 149.567 Einwohner, Hauptort: Großgemeinde Shicheng (狮城镇);
- Stadt Fu’an (福安市), 1.852 km², 609.779 Einwohner;
- Stadt Fuding (福鼎市), 1.610 km², 553.132 Einwohner.

## Wirtschaft
Die Sandu-Bucht gehört zu den wichtigsten Häfen der Provinz Fujian. Die Stadt Ningde ist aber – trotz ihrer Lage an der Küste – die ärmste bezirksfreie Stadt Fujians. Um die Situation zu verbessern, fördert die Provinz Kooperationen zwischen unterschiedlich entwickelten Regionen.
Inzwischen gibt es eine wirtschaftliche Kooperation zwischen Fuzhou und dem Ningde. Nahe der Stadt Ningde wird zurzeit das gleichnamige Kernkraftwerk errichtet. Wichtige in Ningde ansässige Firmen mit weltweiter Bekanntheit sind die Batteriehersteller ATL und CATL.

## Tourismus
Die bedeutendsten Sehenswürdigkeiten der Stadt sind:
- der Zhiti-Tempel auf dem Huotong-Berg,
- der Taimu-Berg,
- der Jiulongji-Wasserfall,
- das einzige Naturschutzgebiet für Mandarinenten Chinas, siehe Yuanyang-Bach.

## Bildergalerie

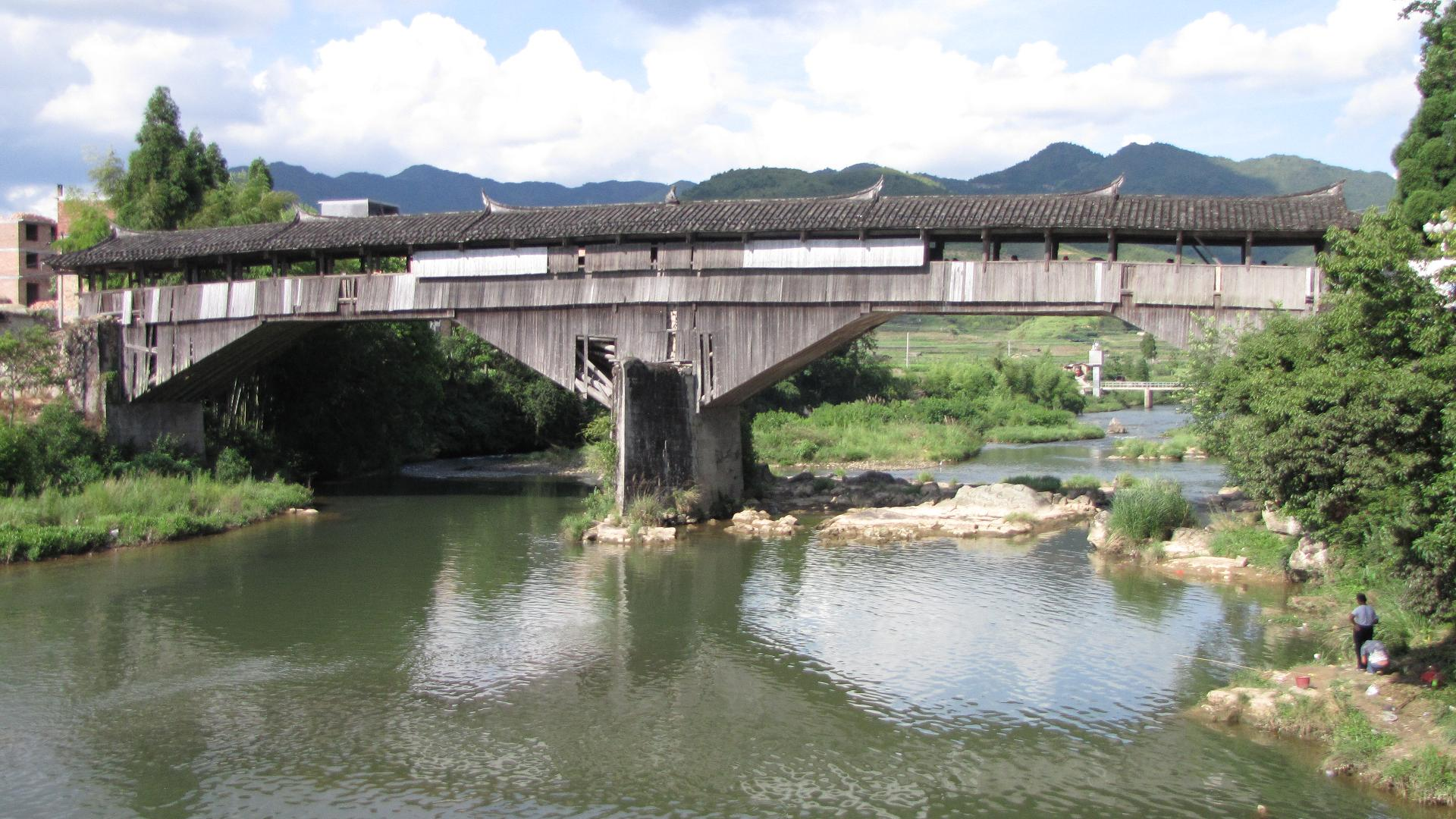
Qiansheng-Brücke
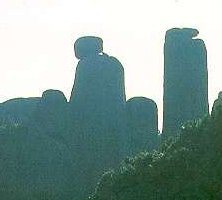
Taimu-Berg
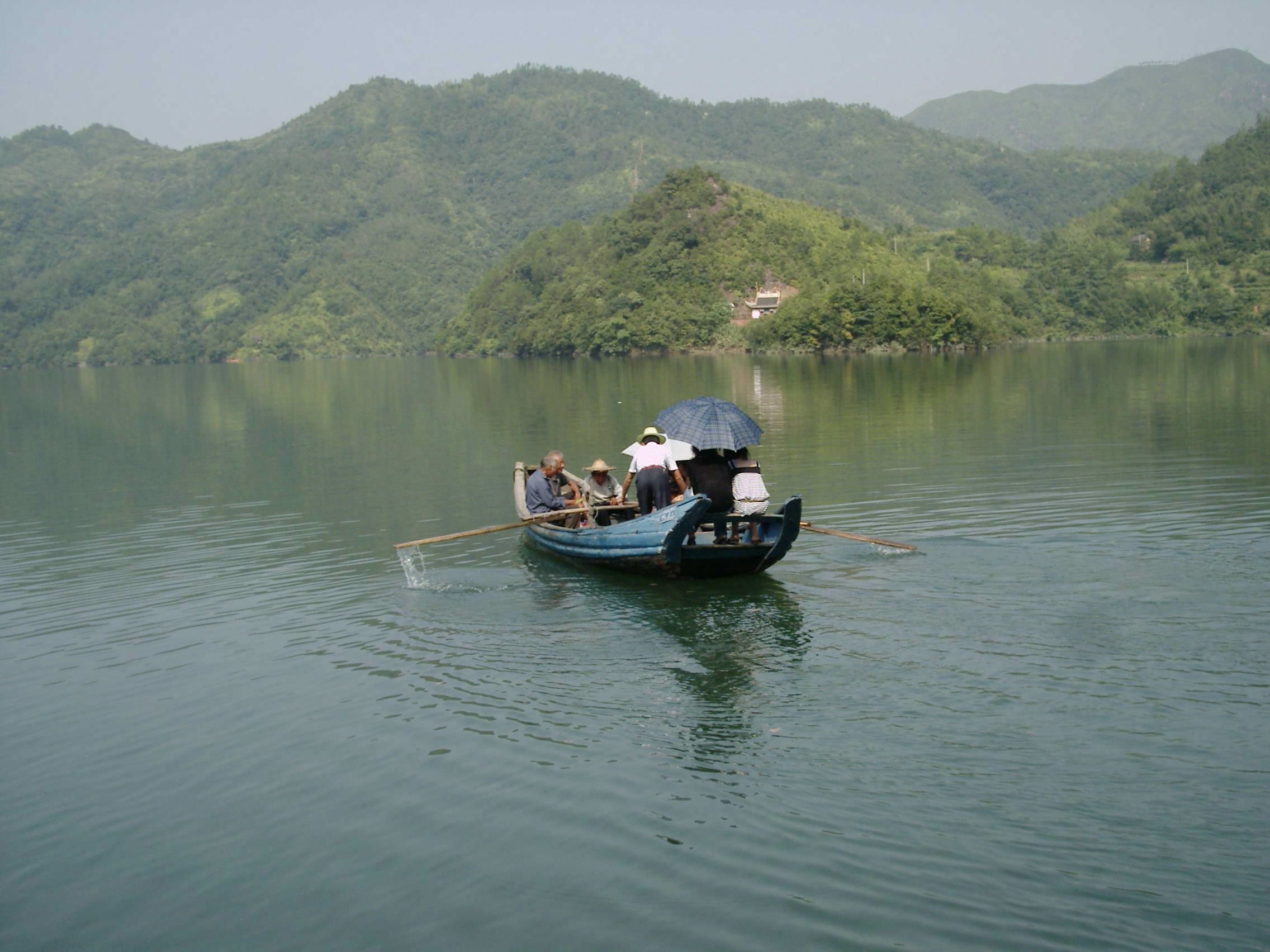
Nanji-Fluss
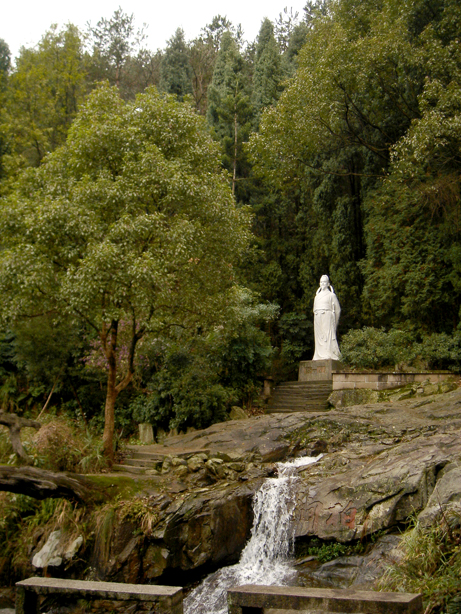
Statue von Lu You
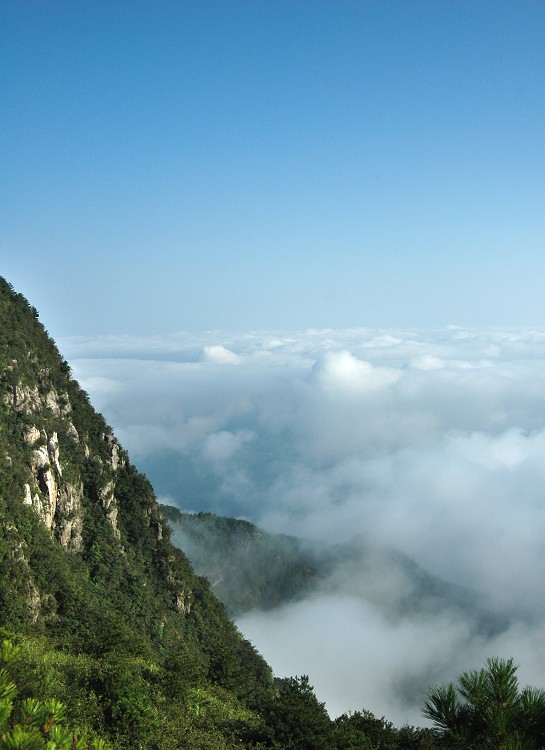
Baiyunshan (白雲山)

## Persönlichkeiten
- Xue Lingzhi 薛令之 (683–757): Der erste nachweisbare Absolvent der obersten Beamtenprüfung aus der Provinz Fujian, und das schon mit 24 Jahren.
- Xie Ao 谢翱 (1249–1295): Ein bekannter Dichter, der loyal zur Song-Dynastie stand, als diese von den Mongolen vernichtet wurde.
- Liu Zhongzao 刘中藻 (1605–1649): Er holte den Jesuiten Martino Martini (1614–1661) in den Bezirk Ningde.
- Lin Zhenhan 林振翰 (1884–1932): Berühmter Philologe, der die Plansprache Esperanto in China einführte.
- Peter Wu Yishun (* 1964), römisch-katholischer Geistlicher, Bischof der Apostolischen Präfektur Shaowu
- Zeng Yuqun (* 1968), Gründer des Batterieherstellers CATL
- Tang Xingqiang (* 1995), Sprinter
- Gong Li (* 1999), Karateka

## Städtepartnerschaften
Ningde und die rheinland-pfälzischen Städte Speyer und Worms sind in Städtepartnerschaften verbunden.